# Efferia mortensoni
Efferia mortensoni este o specie de muște din genul Efferia, familia Asilidae, descrisă de Wilcox în anul 1966. Conform Catalogue of Life specia Efferia mortensoni nu are subspecii cunoscute.